# Sebastian Mwansa
Sebastian Mwansa Chipasha (Mufrila, 21 settembre 1988) è un calciatore zambiano, centrocampista del Mazembe.